# Tuiuti (ort)
Tuiuti är en ort i Brasilien.   Den ligger i kommunen Tuiuti och delstaten São Paulo, i den sydöstra delen av landet, 800 km söder om huvudstaden Brasília. Tuiuti ligger 817 meter över havet och antalet invånare är 5 935.
Terrängen runt Tuiuti är platt åt sydost, men åt nordväst är den kuperad. Närmaste större samhälle är Amparo, 14,7 km nordväst om Tuiuti.
Omgivningarna runt Tuiuti är huvudsakligen savann. Runt Tuiuti är det ganska tätbefolkat, med 116 invånare per kvadratkilometer.